# پیکاوره (شهرستان هاریو)
پیکاوره (به لاتین: Pikavere) یک منطقهٔ مسکونی در استونی است که در دهستان راسیکو واقع شده‌است. پیکاوره ۷۰ نفر جمعیت دارد.